# Polystachya laxiflora
Polystachya laxiflora är en orkidéart som beskrevs av John Lindley. Polystachya laxiflora ingår i släktet Polystachya och familjen orkidéer. Inga underarter finns listade i Catalogue of Life.

## Bildgalleri

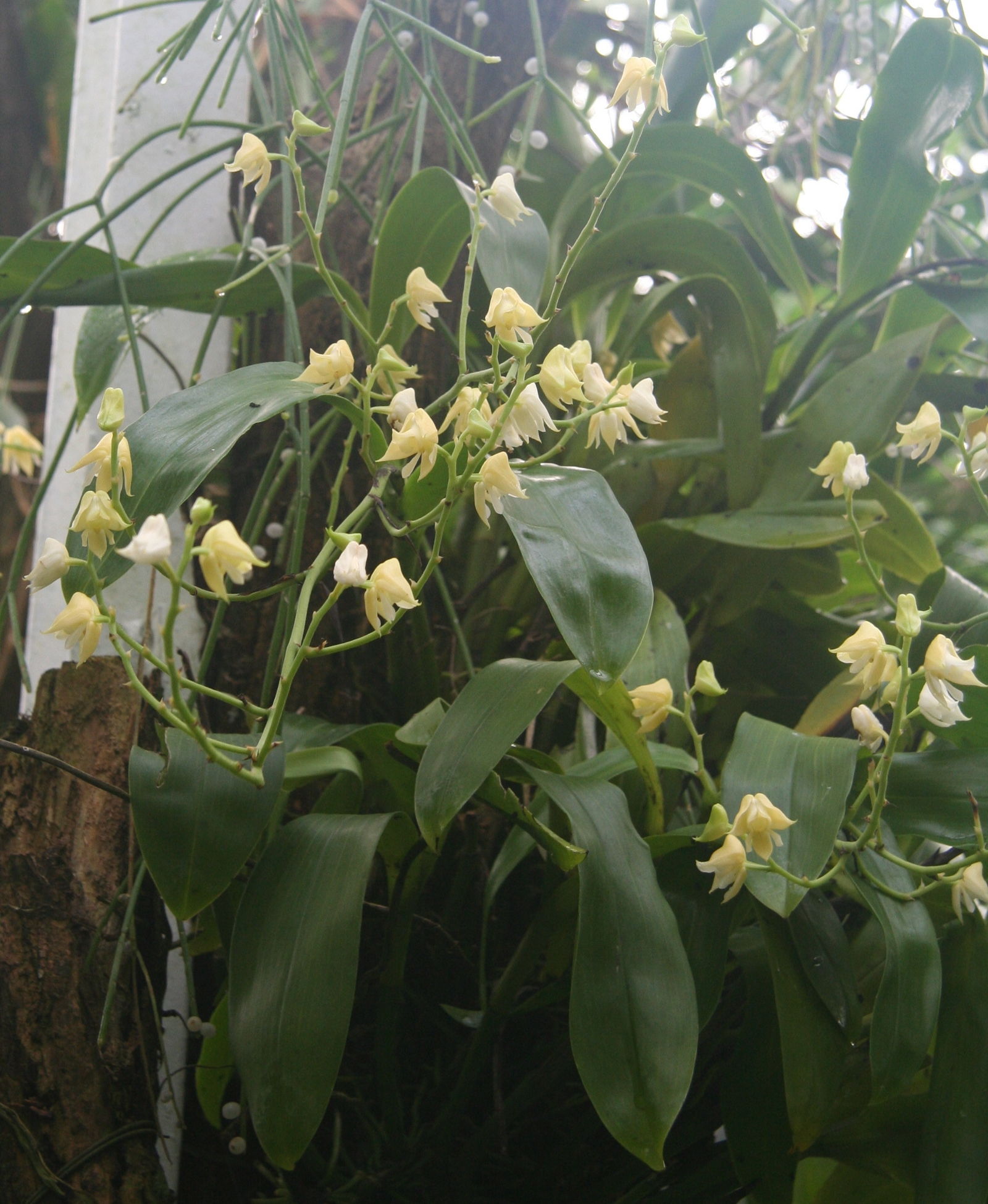